# Michał Buszek
Michał Buszek (2. ledna 1815 Muszyna – 1. března 1884 Muszyna) byl rakouský politik polské národnosti z Haliče, během revolučního roku 1848 poslanec Říšského sněmu. Zastupoval volební obvod Stary Sącz (Alt Sandec). Zasedal v Polském klubu.